# Liste des épisodes de Billy et Mandy, aventuriers de l'au-delà
 (avril 2025).
Motif : Article à priori non admissible. Sujet principal admissible. Article type BDD. Suggestion : fusion des données dans l'article principal parent
- Archive Wikiwix
- Bing
- Cairn
- DuckDuckGo
- E. Universalis
- Gallica
- Google
- G. Books
- G. News
- G. Scholar
- Persée
- Qwant
- (zh) Baidu
- (ru) Yandex
- (wd) trouver des œuvres sur Wikidata

| 1. | Préciser le motif de la pose du bandeau. | Précisez le motif de la pose du bandeau en utilisant la syntaxe suivante : {{admissibilité à vérifier\|date=avril 2025\|motif=remplacez ce texte par le motif}}                                                                     |

Logo de 'Billy et Mandy, aventuriers de l'au-delà.

| 2. | Informer les utilisateurs concernés.     | Pensez à avertir le créateur de l'article, par exemple, en insérant le code ci-dessous sur sa page de discussion : {{subst:avertissement admissibilité à vérifier\|Liste des épisodes de Billy et Mandy, aventuriers de l'au-delà}} |

Billy et Mandy, aventuriers de l'au-delà (The Grim Adventures of Billy & Mandy ou Grim & Evil) est une série d'animation américaine créée par Maxwell Atoms et produite chez Cartoon Network Studios pour une diffusion sur la chaîne de télévision Cartoon Network, initialement entre le 24 août 2001 et le 11 novembre 2007 aux États-Unis. La série suit deux jeunes enfants, Mandy et Billy, servi par Faucheur après que ce dernier ait perdu un pari pour emporter l'âme du hamster de Billy. Un total de sept saisons et de 69 épisodes ont été diffusés. Les épisodes comptent également ceux de Vil Con Carne, également produit par Maxwell Atoms.

## Périodicité
| Saison | Saison       | Épisodes | Date de diffusion  | Date de diffusion  | Sortie DVD        | Sortie DVD | Sortie DVD |
| Saison | Saison       | Épisodes | Première diffusion | Dernière diffusion | Zone 1            | Zone 4     |            |
| ------ | ------------ | -------- | ------------------ | ------------------ | ----------------- | ---------- | ---------- |
|        | 1            | 26       | 13 juin 2003       | 31 octobre 2003    | 18 septembre 2007 | NC         |            |
|        | 2            | 17       | 11 juin 2004       | 30 juillet 2004    | NC                | NC         |            |
|        | 3            | 25       | 1er octobre 2004   | 10 juin 2005       | NC                | NC         |            |
|        | 4            | 25       | 29 juillet 2005    | 2 décembre 2005    | NC                | NC         |            |
|        | 5            | 24       | 5 janvier 2006     | 9 août 2006        | NC                | NC         |            |
|        | 6            | 21       | 6 octobre 2006     | 9 novembre 2007    | NC                | NC         |            |
|        | Téléfilms    | 3        | 30 mars 2007       | 12 octobre 2008    | NC                | NC         |            |
|        | Ép. spéciaux | 1        | 11 novembre 2007   | 11 novembre 2007   | NC                | NC         |            |

## Épisodes

### Saison 1 (2001–2002)
| No. de série | No. de saison | Titre | Date de diffusion | Date de diffusion |
| --- | ------------- | --- | ----------------- | ----------------- |
| 1 | 1             | Rencontre avec le Faucheur / Vil Con Carne / Un squelette dans le placard Meet the Reaper / Evil Con Carne / Skeletons in the Water Closet                                                             | 24 août 2001      |                   |
| - Rencontre avec le Faucheur: Billy et Mandy rencontrent le Faucheur qui est venu prendre l'âme du hamster de Billy. Mandy, maligne, fait un pari très risqué avec lui... - Vil Con Carne: - Un squelette dans le placard: La maman de Billy est une vraie mère poule. Quand elle découvre le Faucheur en train de dormir dans la chambre de son fils, des explications s'imposent... |               | |                   |                   |
| 2 | 2             | Le jour du contremaître / Chienne de vie / Maillots de bain chic-os Opposite Day / Emotional Skarr / Look Alive!                                                                                       | 31 août 2001      |                   |
| - Le jour du contremaître: - Chienne de vie: - Maillots de bain chic-os: Le Faucheur voudrait être modèle pour maillots de bain. Billy et Mandy arriveront-ils à réaliser son rêve ? |               | |                   |                   |
| 3 | 3             | Mortel Dilemme / Vil le Sauvage / Sors de ma tête Mortal Dilemma / Evil Goes Wild / Get Out of My Head!                                                                                                | 7 septembre 2001  |                   |
| - Mortel Dilemme: Le Faucheur s'ennuie. Il essaie en vain de pousser quelques personnes à la mort mais finit par sauver un skater. Être bon ou méchant, tel est son dilemme... - Vil le Sauvage: - Sors de ma tête: Le Faucheur apprend à Billy à prendre le contrôle des personnes. Billy teste ce pouvoir sur Mandy...                                                              |               | |                   |                   |
| 4 | 4             | Un Parfum de Vengeance 1ère Partie / Des Amis Irremplaçables / Un Parfum de Vengeance 2e Partie The Smell of Vengeance: Part 1 / Fiend is Like Friend Without the "R" / The Smell of Vengeance: Part 2 | 5 octobre 2001    |                   |
| - Un Parfum de Vengeance 1ère Partie: - Des Amis Irremplaçables: Le Faucheur est confronté à un terrible dilemme : doit-il sauver Billy et Mandy, kidnappés par une horrible créature, ou continuer à se prélasser dans son jardin ? - Un Parfum de Vengeance 2ème Partie: |               | |                   |                   |
| 5 | 5             | Involution 1ère Partie / Du Cookie de Concours! / Involution 2e Partie Devolver: Part 1 / Recipe for Disaster / Devolver: Part 2                                                                       | 12 octobre 2001   |                   |
| - Involution 1ère Partie: - Du Cookie de concours!: Le Faucheur fait des cookies avec la recette secrète de sa tante mais ils ont des effets secondaires sur ceux qui les mangent... - Involution 2ème Partie: |               | |                   |                   |
| 6 | 6             | Hibernation Intempestive 1ère Partie / Un vœu stupide / Hibernation Intempestive 2ème Partie Tiptoe Through the Tulips: Part 1 / A Dumb Wish / Tiptoe Through the Tulips: Part 2                       | 19 octobre 2001   |                   |
| - Hibernation Intempestive 1ère Partie: - Un vœu stupide: Billy et Mandy ont découvert que la mère du Faucheur est un génie. Ils en profitent pour lui demander d'exaucer des vœux... - Hibernation Intempestive 2ème Partie: |               | |                   |                   |

| No. de série | No. de saison | Titre | Date de diffusion | Date de diffusion |
| --- | ------------- | --- | ----------------- | ----------------- |
| 7 | 1             | Le faucheur contre Maman / Le vraie visage d'Hector Con Carne / Les enfants ont bon goût Grim vs. Mom / Bring Me the Face of Hector Con Carne / Tastes Like Chicken     | 19 juillet 2002   |                   |
| - Le faucheur contre Maman : La mère du Faucheur est de retour pour se venger. - Les enfants ont bon goût : Après une enquête, Billy et le Faucheur ont déduit que Mandy est cannibale et qu'elle a mangé tous les voisins. |               | |                   |                   |
| 8 | 2             | Le faucheur ou Gregory ? / Localisation et Destruction / Y'a un truc stupide qui vient de par la Grim or Gregory? / Search and Estroy / Something Stupid This Way Comes | 26 juillet 2002   |                   |
| - Le faucheur ou Gregory ? : Nergel est de retour. Il essaie de se faire des amis en organisant une super fête foraine. Billy va lui apprendre que ce n'est pas la meilleure façon de procéder. - Localisation et Destruction : - Y'a un truc stupide qui vient de par la : Le Faucheur est désemparé lorsqu'il se retrouve devant un enfant perdu lors de la soirée d'Halloween. Billy et Mandy le ramènent chez lui.                                         |               | |                   |                   |
| 9 | 3             | La surprise du faucheur / Tout le Monde Aime Oncle Bob / Monstres et barbares A Grim Surprise / Everyone Loves Uncle Bob / Beasts and Barbarians                        | 2 août 2002       |                   |
| - La surprise du faucheur : Billy convainc le Faucheur de l'aider à organiser une fête surprise pour l'anniversaire de Mandy. Pendant quelques jours, ils se cachent pour qu'elle ne soupçonne rien. - Tout le Monde Aime Oncle Bob : - Monstres et barbares : Billy et Irwin sont accros au jeu vidéo « Monstres et Barbares ». Pour les guérir, Mandy et le Faucheur les envoient dans le jeu pour les confronter à la réalité...                            |               | |                   |                   |
| 10 | 4             | Hoss Delgado : l'exterminateur de spectres / Le Tribunal / Pour l'amour d'Eris Hoss Delgado: Spectral Exterminator / Evil on Trial / To Eris Human                      | 9 août 2002       |                   |
| - Hoss Delgado : l'exterminateur de spectres : Le Faucheur doit échapper à Hoss Delgado, l'exterminateur de spectres qui veut l'éliminer. - Le Tribunal : - Pour l'amour d'Eris : Eris, la déesse du chaos, est au super marché d'Endsville. Elle prend Mandy sous son aile alors que le Faucheur tombe amoureux d'elle. |               | |                   |                   |
| 11 | 5             | Billy a un Spot dans le dos / La Déchirure Spatio-temporelle / Billy et Brutos Billy's Growth Spurt / The Time Hole Incident / Billy & the Bully                        | 4 octobre 2002    |                   |
| - Billy a un Spot dans le dos: Billy mange très mal et provoque ainsi la poussée d'une tumeur dans son dos, qui se transforme en un méchant Billy miniature. Mandy et le Faucheur doivent l'arrêter avant qu'il ne terrorise le quartier... - La Déchirure Spatio-temporelle: - Billy et Brutos: Billy s'est attiré les foudres de Sperg, la brute de l'école. Avec l'aide de Mandy et du Faucheur, il fait tout pour le persuader de le laisser tranquille... |               | |                   |                   |
| 12 | 6             | Ça chauffe chez Billy / Noël sur l'île du lapinou / La poupée Mandy Big Trouble in Billy's Basement / Christmas Con Carne / Tickle Me Mandy                             | 11 octobre 2002   |                   |
| - Ça chauffe chez Billy: Billy vole le grimoire du Faucheur et invoque un esprit très maléfique et très puissant. Il apporte ainsi à Endsville le début de l'Apocalypse. Pour empêcher Billy de réduire à néant la race humaine, Mandy et le Faucheur font appel à Hoss Delgado. - La poupée Mandy: Mandy part en week-end. Pour consoler Billy, le Faucheur lui fabrique une poupée ressemblant à Mandy...                                                    |               | |                   |                   |
| 13 | 7             | Le petit rock des horreurs / Un amour de tarte / O rêve ! O digestion ! Little Rock of Horrors / The Pie Who Loved Me / Dream a Little Dream                            | 18 octobre 2002   |                   |
| - Le petit rock des horreurs: Billy se fait un nouvel ami. Il se trouve être un cerveau géant qui mange les météorites de son jardin. - O rêve ! O digestion !: Le Faucheur, Billy et Mandy mangent une mauvaise pizza ce qui les entraînent dans des rêves bizarres... |               | |                   |                   |

### Saison 2 (2003)
| No. de série | No. de saison | Titre | Date de diffusion | Date de diffusion |
| --- | ------------- | --- | ----------------- | ----------------- |
| 1 | 1             | L'école de sorcellerie de Toadblatt / Les faux amis / La folie des Hokey Mon Toadblatt's School of Sorcery / Educating Grim / It's Hokey Mon!      | 13 juin 2003      |                   |
| - L'école de sorcellerie de Toadblatt: Le Faucheur fait entrer Billy et Mandy dans l'école de sorcellerie de Toadblatt. Ils retrouvent la pauvre fouine Nigel Planter, dans le but de comploter contre la maison Gunderstank... - Les faux amis: - La folie des Hokey Mon: Le Faucheur donne vie aux monstres des cartes de Billy et Mandy, provoquant d'un seul coup le chaos et une avalanche de rires |               | |                   |                   |
| 2 | 2             | Le faucheur en chair et en os / Recette d'enfer 1ère Partie / Recette d'enfer 2e Partie Night of the Living Grim / Brown Evil / Brown Evil: Part 2 | 20 juin 2003      |                   |
| - Le faucheur en chair et en os: Le Faucheur est tellement malade qu'il prend vie... - Recette d'enfer: Billy, Mandy et le Faucheur sont séquestrés dans la maison par des zombies amateurs de brownies. Il n'y a que Hoss Delgado qui puisse leur porter secours... |               | |                   |                   |
| 3 | 3             | Mandy impératrice / Prêt pour la pagaille / Le couple de l'année Mandy, the Merciless / Creating Chaos / The Really Odd Couple                     | 27 juin 2003      |                   |
| - Mandy impératrice: Dans un futur lointain, Mandy domine le monde. Mais cela ne plaît pas à tous. - Prêt pour la pagaille: Eris est de retour. Et cette fois-ci, elle compte sur Billy pour l'aider à faire régner le chaos sur la planète. - Le couple de l'année: Les rires et les drôleries fusent de toutes parts lorsque les deux jeunes mais précoces héros sont forcés de partager la même chambre... |               | |                   |                   |
| 4 | 4             | Qui a tué qui ? / Loup y es-tu ? Who Killed Who? / Tween Wolf                                                                                      | 4 juillet 2003    |                   |
| - Qui a tué qui ?: Mandy visite la vieille maison hantée au bout de la rue. Personne n'a mis le pied hors de cette maison depuis des années. Mandy en ressortira-t-elle vivante ? - Loup y es-tu ?: Irwin se transforme en loup-garou. Billy va devoir intervenir... |               | |                   |                   |
| 5 | 5             | Le faucheur est amoureux / Coup de foudre / L'amour à la diable Grim in Love / Crushed! / Love is Evol Spelled Backwards                           | 11 juillet 2003   |                   |
| - Le faucheur est amoureux: Billy et Mandy sont à la plage avec le Faucheur, lorsqu'une jolie créature, Malaria reine des souterrains, apparaît. Faucheur est immédiatement sous le charme de cette jeune fille au style gothique. - Coup de foudre: Mandy est horrifiée lorsqu'elle se rend compte qu'elle a un faible pour un garçon. Elle demande au Faucheur de l'aider à s'en défaire. - L'amour à la diable: Nergal tente de faire la cour à la tante de Billy. Celui-ci pourra-t-il l'empêcher de la conquérir ?                                                                                        |               | |                   |                   |
| 6 | 6             | La douceur rampante / Le surdoué / Une étoile est née The Crawling Niceness / Smarten Up! / The Grim Show                                          | 18 juillet 2003   |                   |
| - La douceur rampante: Billy assiste à l'éclosion de l’œuf d'une géante araignée parlante, trouvé dans la valise secrète du Faucheur. Billy, qui déteste tous les insectes, n'est nullement attendri par l'affection démesurée que lui porte l'araignée et veut sa mort... - Le surdoué: Afin d'aider Billy à passer un test, le Faucheur lui donne un ver dévoreur de livres qu'il doit manger pour être plus intelligent. Malheureusement, le chat met la patte dessus en premier... - Une étoile est née: En essayant d'éviter que son émission préférée soit annulée, le Faucheur en devient la vedette... |               | |                   |                   |
| 7 | 7             | Le fils de Nergal / Troublante ressemblance / La course de kart Son of Nergal / Sister Grim / Go-Kart 3000!                                        | 25 juillet 2003   |                   |
| - Le fils de Nergal: Billy et Mandy vont en classe de neige. Ils se retrouvent dans un chalet glacial et doivent affronter le mystérieux Nergal Junior... - Troublante ressemblance: Une congrégation entière de gentilles nonnes, faites comme des poupées russes, confond le Faucheur avec la mère supérieure. Il revient à Billy et Mandy de leur expliquer la situation... - La course de kart: Le Faucheur et les enfants participent à la course de boîtes à savon annuelle d'Endsville... |               | |                   |                   |
| 8 | 8             | Panique du cavalier noir / Que le meilleur gagne / On ne joue pas avec le temps Terror of the Black Knight / Battle of the Bands / Halls of Time   | 1er août 2003     |                   |
| - Panique du cavalier noir: Billy essaie de voler la vedette lors du festival de la Renaissance en enfilant l'armure d'un chevalier maudit, grâce au concours du Faucheur... - Que le meilleur gagne: Le Faucheur devient chanteur pour un groupe de musique gothique. Billy est jaloux et demande à son père de lui enseigner comment faire bonne figure dans une compétition opposant plusieurs formations... - On ne joue pas avec le temps: Le Faucheur emmène Billy et Mandy visiter la galerie du temps, où l'on surveille le cours du passé, du présent et du futur...                                  |               | |                   |                   |
| 9 | 9             | Echange de rôles / Chickenaball Z Grim for a Day / Chicken Ball Z                                                                                  | 15 août 2003      |                   |
| - Echange de rôles: Billy et le Faucheur échangent leurs rôles le temps d'une journée afin de voir ce que c'est que d'être dans la peau de l'autre... - Chickenaball Z: Avec l'aide d'une mystérieuse boule de poulet, Mandy s'inscrit à une compétition locale de karaté et fait mordre la poussière à tous ses adversaires. Maintenant, elle est hors de contrôle et Billy doit l'arrêter... |               | |                   |                   |
| |               | La revanche de Jack Jacked Up Halloween |                   |                   |
| Jack, un farceur sans tête, utilise Billy afin de voler la faux du Faucheur dans le but de la détruire et de conquérir le monde... |               | |                   |                   |

### Saison 3 (2004)
| No. de série | No. de saison | Titre | Date de diffusion | Date de diffusion |
| --- | ------------- | --- | ----------------- | ----------------- |
| 11 | 1             | Le papa de l'araignée / Le tricycle de la terreur Spider's Little Daddy / Tricycle of Terror                                           | 11 juin 2004      |                   |
| - Le papa de l'araignée: Billy découvre les joies d'être papa avec son fils à huit pattes, Jeff. - Le tricycle de la terreur: Un enfant aux pouvoirs supranaturels offre un vélo à Billy. Le vélo l'aime beaucoup trop... |               | |                   |                   |
| 12 | 2             | Une veine de crétin / A corps perdu Dumb Luck / No Body Loves Grim                                                                     | 18 juin 2004      |                   |
| - Une veine de crétin: Billy fait quelque chose de stupide et finit par avoir la poisse à cause d'un invité malvenu. - A corps perdu: La tête et le corps du Faucheur sont séparés en deux parties. Son corps tient debout alors que sa tête traîne au sol... |               | |                   |                   |
| 13 | 3             | Mon chti poisson / Mon voisin, la balafre Li'l Porkchop / Skarred for Life                                                             | 25 juin 2004      |                   |
| - Mon chti poisson: Le poisson de Billy a de gros problèmes, ce qui exaspère le Faucheur. Pendant ce temps, le père de Billy veut créer des liens avec son fils absent. - Mon voisin, la balafre: Le général Skarr obtient bien plus que sa balafre lorsqu'il s'installe dans la même rue que Billy et Mandy... |               | |                   |                   |
| 14 | 4             | Le seigneur du mal / La prophétie du Faucheur / Couché ! House of Pain / A Grim Prophecy / Mandy Bites Dog                             | 2 juillet 2004    |                   |
| - Le seigneur du mal: Le seigneur du Mal arrive de la planète de l'Eternelle Souffrance dans le but de servir le Faucheur. - La prophétie du Faucheur: En tant que jeune Faucheur, il doit faire face à son destin. - Couché !: Mindy se moque du chien paresseux de Mandy pour qu'elle adopte le chien du Faucheur...                                                                                              |               | |                   |                   |
| 15 | 5             | Une petite histoire et dodo / T'as de beaux yeux, tu sais ! Nursery Crimes / My Peeps                                                  | 9 juillet 2004    |                   |
| - Une petite histoire et dodo: Pour trouver le sommeil, Billy demande à Mandy et au Faucheur de lui raconter des histoires. Tout va de travers quand les contes surnaturels de celui-ci transforment Billy en Pinocchio. - T'as de beaux yeux, tu sais !: Billy regarde la télévision de trop près, ce qui lui abîme les yeux. Sa peur de l'ophtalmologiste l'envoie chez le Faucheur qui lui fait voir l'avenir... |               | |                   |                   |
| 16 | 6             | Nigel Planter et le pot de chambre des secrets / Le cirque de l'angoisse Nigel Planter and the Chamber Pot of Secrets / Circus of Fear | 16 juillet 2004   |                   |
| - Nigel Planter et le pot de chambre des secrets: Le Faucheur, Billy et Mandy retournent à l'école Toadblatt pour secourir Nigel du méchant Lord Moldybutt. - Le cirque de l'angoisse: Le Faucheur emmène Billy et Mandy au cirque de l'angoisse où ils deviennent la plus grande attraction... |               | |                   |                   |
| 17 | 7             | Mitaine, le croquemitaine / Jeux de mains, jeux de vilains Bully Boogie / Here Thar Be Dwarves!                                        | 23 juillet 2004   |                   |
| - Mitaine, le croquemitaine: L'ancien ennemi du Faucheur tente de lui prendre son travail, ravivant ainsi une vieille querelle... - Jeux de mains, jeux de vilains: Billy part faire un pique-nique et met fin à une vieille dispute entre les Dwarves et les Elves, à propos du business des cookies et des champignons.                                                                                           |               | |                   |                   |
| 18 | 8             | La remplaçante / Qui de l'oeuf ou de la poule ? Substitute Teacher / Which Came First?                                                 | 30 juillet 2004   |                   |
| - La remplaçante: Nergal Junior va à l'école avec Billy et Mandy. Mais dès que le professeur ne veut plus le protéger de Sperg, Nergal fait face et enseigne à Sperg le respect. - Qui de l'oeuf ou de la poule ?: Lors d'une sortie de classe, Billy et Mandy découvrent une usine abandonnée remplie de super poulets...                                                                                          |               | |                   |                   |

### Saison 4 (2004–2005)
| No. de série | No. de saison | Titre | Date de diffusion | Date de diffusion |
| --- | ------------- | --- | ----------------- | ----------------- |
| 19 | 1             | Super zéro / Le masque de la bête Super Zero / Sickly Sweet                                                                                    | 1er octobre 2004  |                   |
| - Super zéro: Billy devient un super héros dans une galaxie très très lointaine tandis que son père et le Faucheur construisent une cabane et un pont... - Le masque de la bête: Billy et le Faucheur utilisent le masque de la bête pour apprendre à Mandy à être gentille et aimante mais tout cela a d'horribles conséquences...      |               | |                   |                   |
| 20 | 2             | La barbe de Billy / Le nerf d'acier Bearded Billy / The Nerve                                                                                  | 8 octobre 2004    |                   |
| - La barbe de Billy : Billy découvre que trop d'une bonne chose peut avoir des effets secondaires bizarres lorsqu'il utilise le shampooing spécial du Faucheur... - Le nerf d'acier : Billy vole le nerf de Mandy pour se battre contre Sperg. Mandy apprend alors que la force intérieure vient de loin...                              |               | |                   |                   |
| 21 | 3             | L'épreuve du temps / Billy empereur Test of Time / A Kick in the Asgard / 5:00 Shadows                                                         | 15 octobre 2004   |                   |
| - L'épreuve du temps: Billy et Mandy sont à la recherche de leurs actes de naissance. Cela va changer leurs vies pour toujours. - Billy empereur: Un échange interdimensionnel emporte Billy à Valhalla pendant que le Faucheur et Mandy rencontrent quelqu'un d'encore plus odieux qu'eux...                                            |               | |                   |                   |
| 22 | 4             | Chaos absolu ! (Billy devient de plus en plus bête) / L'attaque des clowns Complete and Utter Chaos (Billy Gets Dumber) / Attack of the Clowns | 29 octobre 2004   |                   |
| - Chaos absolu ! (Billy devient de plus en plus bête): Eris a fait un vœu : celui de laisser le Faucheur, Billy et Mandy dans un chaos le plus total... - L'attaque des clowns: Le Faucheur et Mandy veulent monter un plan pour que Billy n'ai plus peur des clowns...                                                                  |               | |                   |                   |
| 23 | 5             | Qui c'est ce machin ? / Appuie pas sur le bouton ! Whatever Happened to Billy Whatishisname? / Just the Two of Pus                             | 5 novembre 2004   |                   |
| - Qui c'est ce machin ?: Mandy remplace Billy par Bobby car il est méchant avec elle... - Appuie pas sur le bouton !: Le visage de Sperg se désintègre et le seul remède est le Faucheur. Mais pour arriver jusqu'à lui, il va falloir être gentil avec Billy...                                                                         |               | |                   |                   |
| 24 | 6             | Le Marin en chocolat / Le bon, la brute et l'édenté Chocolate Sailor / The Good, the Bad and the Toothless                                     | 12 novembre 2004  |                   |
| - Le Marin en chocolat: Billy trouve un emploi : il vend des marins en chocolat. Il va très vite devenir son meilleur client... - Le bon, la brute et l'édenté: Billy perd une dent et rencontre la fée de la dent... |               | |                   |                   |
| 25 | 7             | Jouet un jour, jouets toujours / C'est ma momie Toys Will Be Toys / That's My Mummy                                                            | 29 novembre 2004  |                   |
| - Jouet un jour, jouets toujours: Faucheur fait revivre les dinosaures de Billy pour qu'il puisse leur dire au revoir... - C'est ma momie: Billy est hanté par le sort d'une momie... |               | |                   |                   |
| 26 | 8             | Le club secret des serpents The Secret Snake Club                                                                                              | 21 février 2005   |                   |
| Mandy rejoint le club secret des serpents pour sauver Nerd... |               | |                   |                   |
| 27 | 9             | Il n'est pas mort, c'est ma mascotte ! / Bécane d'enfer He's Not Dead, He's My Mascot / Hog Wild                                               | 1er avril 2005    |                   |
| - Il n'est pas mort, c'est ma mascotte !: Mandy laisse la mascotte de l'école à Billy afin qu'il s'en occupe. Mais l'animal se rebelle et cause beaucoup de problèmes. - Bécane d'enfer: Le père de Billy achète une nouvelle moto juste à temps pour sa crise d'ado...                                                                  |               | |                   |                   |
| 28 | 10            | Une équipe d'enfer / L'attraction de la mort The Bad News Ghouls / The House of No Tomorrow                                                    | 8 avril 2005      |                   |
| - Une équipe d'enfer: Le baseball est un sport qui peut devenir très dangereux, surtout lorsque le Faucheur fait revenir des morts à la vie pour aider Billy à battre l'équipe de Mandy... - L'attraction de la mort: Billy, Mandy et le Faucheur visitent un parc d'attractions et découvrent pourquoi ils doivent craindre le futur... |               | |                   |                   |
| 29 | 11            | Joujoux ripoux ! / Le gagneur de l'anneau Happy Huggy Stuffy Bears / The Secret Decoder Ring                                                   | 15 avril 2005     |                   |
| - Joujoux ripoux !: La carrière florissante de Mandy engendre des jouets vivants qui lui veulent du mal... - Le gagneur de l'anneau: Une vieille connaissance du Faucheur essaye de supprimer tous les enfants de la ville pour se libérer d'une ancienne école ensorcelée...                                                            |               | |                   |                   |
| 30 | 12            | Un voleur nez / Le problème avec Billy Wild Parts / The Problem with Billy                                                                     | 3 juin 2005       |                   |
| - Un voleur nez: Le nez de Billy est envié par tous car il permet d'avoir des sensations spéciales... - Le problème avec Billy: Le père de Billy raconte à Billy et Mandy les prouesses mentales de son fils... |               | |                   |                   |
| 31 | 13            | Des voeux en os Wishbones | 20 juin 2005      |                   |
| |               | |                   |                   |

### Saison 5 (2005)
| No. de série | No. de saison | Titre | Date de diffusion | Date de diffusion |
| --- | ------------- | --- | ----------------- | ----------------- |
| 32 | 1             | Le toutou de mes rêves / Faux à vendre Dream Mutt / Scythe for Sale                                              | 17 juin 2005      |                   |
| - Le toutou de mes rêves: Faucheur trouve le chien parfait pour Billy mais ce chien ne semble pas savoir qui est le maître... - Faux à vendre: Les pouvoirs absolus d'Irwin le trahissent lorsque Billy lui vend la faux du Faucheur par erreur...                                                                                         |               | |                   |                   |
| 33 | 2             | Le retour de Jeffrey / Le nouvel Irwin Jeffy's Web / Irwin Gets a Clue                                           | 24 juin 2005      |                   |
| - Le retour de Jeffrey: Jeffrey, le fils de Billy, va devenir papa ou peut-être maman. Enfin, personne ne sait vraiment. Billy, quant à lui, doit affronter sa peur des araignées. - Le nouvel Irwin: Irwin essaye de gagner l'affection de Mandy en devenant cool...                                                                      |               | |                   |                   |
| 34 | 3             | Canard! / La bébête à Billy Duck! / Aren't You Chupacabra to See Me?                                             | 24 juin 2005      |                   |
| - Canard!: Un canard invisible vient hanter la ville avec ses mauvaises manières... - La bébête à Billy : Le nouvel ami de Billy lui pourri la vie... |               | |                   |                   |
| 35 | 4             | Zappée par le zip ! / Un siphon fond fond… Zip Your Fly / Puddle Jumping                                         | 27 juin 2005      |                   |
| - Zappée par le zip !: Billy et le Faucheur s'amusent aux dépens de Mandy. En effet, un vêtement défectueux cause un grand nombre de plaisanteries incontrôlables... - Un siphon fond fond…: L'été, tout est plus marrant avec une piscine interdimensionnelle...                                                                          |               | |                   |                   |
| 36 | 5             | Le survêtement fou / Faux 2.0 Runaway Pants / Scythe 2.0                                                         | 28 juin 2005      |                   |
| - Le survêtement fou: Billy arrive à convaincre Nergal Junior de l'aider à tricher aux élections présidentielles du club de gym. - Faux 2.0: Une faux en dit beaucoup sur le Faucheur qui la possède et pas seulement du bien... |               | |                   |                   |
| 37 | 6             | Le phénix de ces boîtes / A fond la gomme The Firebird Sweet / The Bubble with Billy                             | 28 juin 2005      |                   |
| - Le phénix de ces boîtes: Eris est de retour avec un nouveau plan machiavélique. Billy, Mandy et le Faucheur n'ont qu'à bien se tenir. - A fond la gomme: Billy ne peut plus se passer de chewing-gums supernaturels jusqu'à ce que l'un d'entre eux lui éclate à la figure...                                                            |               | |                   |                   |
| 38 | 7             | Billy Idiot / La maison de retraite Billy Idiot / Home of the Ancients                                           | 30 juin 2005      |                   |
| - Billy Idiot: Les cours de danse à l'école demandent du talent, du travail et de l'esprit. - La maison de retraite: Même Dracule, les loups-garous et la femme de Frankenstein sont devenus vieux, mais ils sont toujours sympas avec Faucheur...                                                                                         |               | |                   |                   |
| 39 | 8             | My Fair Mandy | 29 juillet 2005   |                   |
| Au grand étonnement du Faucheur et de Billy, Mandy s'inscrit à un concours de beauté... |               | |                   |                   |
| 40 | 9             | Les joies de l'adolescence / Un invité de marque One Crazy Summoner / Guess What's Coming to Dinner              | 5 août 2005       |                   |
| - Les joies de l'adolescence: Nigel Planter a besoin de Billy, Mandy et du Faucheur pour lui apprendre ce qu'est l'amour. - Un invité de marque: Hoss et Eris se font passer pour les parents de Billy pour l'aider à entrer dans une école super privée...                                                                                |               | |                   |                   |
| 41 | 10            | La crise de la quarantaine de maman / L'arbre voleur Mommy Fiercest / The Taking Tree                            | 12 août 2005      |                   |
| - La crise de la quarantaine de maman: Mandy et la mère de Billy se disputent au sujet de ce dernier. Soudain, la maman redevient un enfant. - L'arbre voleur: L'arbre qui se trouve dans le jardin vole tout ce qu'il trouve sur son passage même Billy...                                                                                |               | |                   |                   |
| 42 | 11            | Le faucheur somnambule / Le raté qui venait du centre de la terre Reap Walking / The Loser from the Earth's Core | 7 octobre 2005    |                   |
| - Le faucheur somnambule: Des hiboux sont kidnappés. Tout le monde pense alors que le Faucheur est responsable. Il lui faut trouver le moyen de prouver le contraire. - Le raté qui venait du centre de la terre: Nergal n'a pas de chance du tout et demande à Billy, Mandy et au Faucheur de l'aider à ne plus être un raté...           |               | |                   |                   |
| 43 | 12            | Cool l'éctoplame / Les shlubs Ecto Cooler / The Schlubs                                                          | 14 octobre 2005   |                   |
| - Cool l'éctoplame: Le fantôme de Lord Byron apparaît dans la bouche de Billy et lui donne des leçons sur la manière d'être cool. - Les shlubs: Des petits champignons font un spectacle dans le jardin de Billy, ce qui permet au Faucheur de connaître la fin de son histoire préférée...                                                |               | |                   |                   |
| 44 | 13            | Les blagues téléphoniques de Cthulu Prank Call of Cthulu                                                         | 21 octobre 2005   |                   |
| Billy et Irwin trouvent un travail qui consiste à faire des blagues téléphoniques à un démon... |               | |                   |                   |
| 45 | 14            | Billy et Mandy sauvent Noël Billy and Mandy Save Christmas                                                       | 2 décembre 2005   |                   |
| Billy, Mandy et le Faucheur sont au centre commercial quand Billy voit le Père Noël. Mandy est persuadée que le Père Noël n'existe pas. Le Faucheur décide alors de remonter dans le temps pour lui prouver le contraire. Les trois amis se retrouvent au Pôle Nord et découvrent que le Père Noël s'est transformé en horrible monstre... |               | |                   |                   |

### Saison 6 (2006)
| No. de série | No. de saison | Titre | Date de diffusion | Date de diffusion |
| --- | ------------- | --- | ----------------- | ----------------- |
| 46 | 1             | Un jour à la plage / Billy et les poulets Billy Ocean / Hill Billy                                                    | 6 janvier 2006    |                   |
| - Un jour à la plage: Après s'être fait avaler par une baleine, Billy rencontre Pinocchio et Gepetto. - Billy et les poulets: Billy décide de vivre son rêve : devenir jongleur de poulets... |               | |                   |                   |
| 47 | 2             | Le gardien du Faucheur Keeper of the Reaper                                                                           | 13 janvier 2006   |                   |
| Billy doit déménager car son père a trouvé un emploi dans une autre ville. Les deux enfants doivent désormais se comporter comme des adultes pour régler la garde du Faucheur... |               | |                   |                   |
| 48 | 3             | L'amour de Billy / Le bonus de longévité The Love That Dare not Speak Its Name / Major Cheese                         | 20 janvier 2006   |                   |
| - L'amour de Billy: Billy a toujours aimé tout le monde et toutes choses à sa façon. Que va-t-il se passer quand il va trouver l'âme sœur ? - Le bonus de longévité: Une histoire à propos de deux enfants et du Faucheur déguisé en fromage... |               | |                   |                   |
| 49 | 4             | Primates modernes / L'attaque du Billy et de la Mandy géants Modern Primitives / Giant Billy and Mandy All Out Attack | 27 janvier 2006   |                   |
| - Primates modernes: En creusant dans son jardin, Billy découvre un homme des cavernes prisonnier dans la glace. Il supplie le Faucheur de le ramener à la vie. Comment cet homme préhistorique va-t-il s'adapter au monde moderne ? - L'attaque du Billy et de la Mandy géants: Quand Billy et Irwin veulent voir des combats de monstres mutants géants, le Faucheur risque la colère de Mandy en emmenant les garçons dans le Japon mystique... |               | |                   |                   |
| 50 | 5             | La guerre de majorettes / Le bide du druide The Wrongest Yard / Druid, Where's My Car?                                | 20 mars 2006      |                   |
| - La guerre de majorettes: Fatigués d'être toujours battus par des sportifs, Billy et Irwin décident d'intégrer l'équipe de football dans l'espoir que plus personne ne vienne les embêter. Mais cela ne va pas marcher. - Le bide du druide: Quand Billy perd son cerf-volant dans un chêne géant, seul un druide professionnel peut sauver la journée...                                                                                         |               | |                   |                   |
| 51 | 6             | Un malade mental végétal / La théorie du chaos Herbicidal Maniac / Chaos Theory                                       | 21 mars 2006      |                   |
| - Un malade mental végétal: Le Faucheur tente d'aider monsieur Balafre, le voisin de Billy, à se débarrasser d'une mauvaise herbe, mais il le transforme en plante humaine. - La théorie du chaos: Quand Mandy s'inquiète de voir le magasin de jouet en ordre, elle découvre que Hoss Delgado a une nouvelle copine : Iri. Rien n'est plus pareil, l'ordre règne, Mandy doit y remédier...                                                        |               | |                   |                   |
| 52 | 7             | Jour de congé pour le Faucheur / La boîte de Pandore A Grim Day / Pandora's Lunch Box                                 | 22 mars 2006      |                   |
| - Jour de congé pour le Faucheur: Quoi de plus excitant pour le Faucheur qu'un jour de congé ? - La boîte de Pandore: Il y a bien plus que de la simple nourriture dans la boîte à déjeuner de cette petite fille... |               | |                   |                   |
| 53 | 8             | Billy et Mandy contre les martiens Billy and Mandy vs. the Martians                                                   | 23 mars 2006      |                   |
| Le Faucheur parvient finalement à échapper à Billy et Mandy, mais il se retrouve au service du Faucheur martien et de son armée de zombies, une force encore plus maléfique... |               | |                   |                   |
| 54 | 9             | Billy est un n'héros / Endsville parano Dumb-Dumbs & Dragons / Fear and Loathing in Endsville                         | 12 mai 2006       |                   |
| - Billy est un n'héros: Billy veut devenir un héros. Il doit donc combattre un dragon, mais qui est le chasseur et qui est le chassé ? - Endsville parano: Une traversée de la ville pour emmener Dracula à un dîner tourne très vite en une comédie dramatique... |               | |                   |                   |
| 55 | 10            | Faucheur chanteur folk / Nounou, pas pour nous ! Dad Day Afternoon / Scary Poppins                                    | 5 juin 2006       |                   |
| - Faucheur chanteur folk: Le Faucheur doit parvenir à faire croire à son père qu'il est une star du rock et non le Messager de la Mort. - Nounou, pas pour nous !: Lorsque Mandy va trop loin et rend ses parents complètement dingues, une nounou sera-t-elle capable de la calmer ? |               | |                   |                   |
| 56 | 11            | Les bobos descendent du singe / Hip-hop-otame Hurter Monkey / Goodbling and the Hip-Hop-Opotamus                      | 10 juin 2006      |                   |
| - Hip-hop-otame : Un mauvais coup de faux transforme le principal de l'école en rappeur démodé. Celui-ci décide de diriger l'établissement à sa manière... |               | |                   |                   |
| 57 | 12            | Spider-Mandy / Mon ami Fred Spidermandy / Be A-Fred, Be Very A-Fred                                                   | 24 juin 2006      |                   |
| |               | |                   |                   |
| 58 | 13            | Licorne crasseuse / Billy et Mandy Begins The Crass Unicorn / Billy & Mandy Begins                                    | 9 août 2006       |                   |
| |               | |                   |                   |

### Saison 7 (2006–2007)
| No. de série | No. de saison | Titre | Date de diffusion | Date de diffusion |
| --- | ------------- | --- | ----------------- | ----------------- |
| 59 | 1             | Ca passe ou ça casse ! / L'épisode de celui dont on ne doit pas le prononcer le nom ! Everything Breaks / The Show That Dare Not Speak Its Name | 6 octobre 2006    |                   |
| |               | |                   |                   |
| 60 | 2             | Le club des serpents et les cours d'EPS / Sa majesté Toutenkarton The Secret Snake Club vs. P.E. / King Tooten Pooten                           | 20 octobre 2006   |                   |
| |               | |                   |                   |
| 61 | 3             | Billy a une bonne note / Yéti ou pas, me voilà Billy Gets an "A" / Yeti or Not, Here I Come                                                     | 2 mars 2007       |                   |
| - Billy a une bonne note: - Yéti ou pas, me voilà : Le Faucheur découvre qu'il a oublié l'abominable homme des neiges. Il retourne au Népal mais il se trouve que le Yéti a d'autres plans... |               | |                   |                   |
| 62 | 4             | La guerre des pizzas / Ennuis en eaux troubles Nergal's Pizza / Hey, Water You Doing?                                                           | 9 mars 2007       |                   |
| |               | |                   |                   |
| 63 | 5             | A la guerre comme à la guerre / Perte de maîtrise Company Halt / Anger Mismanagement                                                            | 16 mars 2007      |                   |
| |               | |                   |                   |
| 64 | 6             | Cauchemar somnambulant / Attention au crapaud souterrain ! Waking Nightmare / Beware of the Undertoad                                           | 23 mars 2007      |                   |
| |               | |                   |                   |
| 65 | 7             | La plus belle histoire d'amour de tous les temps / Les évadés de l'heure de colle The Greatest Love Story Ever Told Ever / Detention X          | 6 avril 2007      |                   |
| |               | |                   |                   |
| 66 | 8             | Les loups-garous de la lune Billy and Mandy Moon the Moon                                                                                       | 28 mai 2007       |                   |
| Billy, Mandy et Faucheur sont enlevés par une horde d'extraterrestres obnubilés par le fromage et résolument décidés à réduire à néant l'espèce humaine...                                    |               | |                   |                   |
| 67 | 9             | Dracula doit mourir ! / Petites histoires à dormir debout Dracula Must Die! / Short Tall Tales                                                  | 21 septembre 2007 |                   |
| |               | |                   |                   |
| 68 | 10            | Nigel Planter et l'ordre des cacahuètes / Mini-Mandy Nigel Planter and the Order of the Peanuts / The Incredible Shrinking Mandy                | 28 septembre 2007 |                   |
| |               | |                   |                   |
| 69 | 11            | Le jour des morts crétins / Cœur brûlant El Dia de Los Muertos Estupidos / Heartburn                                                            | 9 novembre 2007   |                   |
| |               | |                   |                   |